# Liste de micronations

La liste de micronations ci-dessous comprend des micronations notables, existantes ou ayant existé. Une micronation est une entité créée par un petit nombre de personnes, qui prétend au statut de nation indépendante ou qui en présente des caractéristiques, mais n'est pas formellement reconnue comme telle par des États ou par des organismes internationaux. En 2014, on estime leur nombre à près de 400.
Note: Toutes les sources se trouvent dans les articles dédiés à chaque micronation.

## Afrique
Autres particularités à intégrer :
- Holy Empire of Reunion (en) (Sacro Império de Reunião, La Réunion, 1997)

### Nigeria
| Titre officiel         | Drapeau                           | Fondation - Extinction | Description | Fondateur             | Actuel ou dernier leader |
| ---------------------- | --------------------------------- | ---------------------- | --- | --------------------- | ------------------------ |
| République de Kalakuta | N'a jamais eu de drapeau officiel | 1970-1978              | Le musicien Fela Kuti déclare sa maison à Lagos indépendante. En 1978, un assaut de l'armée nigériane brûle et rase la république. | Fela Kuti (1970-1978) | Fela Kuti (1970-1978)    |

### Soudan
| Titre officiel            | Drapeau | Fondation - Extinction | Description | Fondateur                                                             | Actuel ou dernier leader                                              |
| ------------------------- | ------- | ---------------------- | --- | --------------------------------------------------------------------- | --------------------------------------------------------------------- |
| Royaume du Soudan du Nord |         | Depuis 2014            | Jeremiah Heaton, un fermier américain revendique cette terra nullius et se proclame roi pour pouvoir faire de sa fille Emily une vraie princesse. En 2015, Disney lance la production d'un film d'animation, The Princess of North Sudan, basé sur l'histoire de Heaton. Le film est encore en cours de développement,. | Jeremiah Heaton, roi du Soudan du Nord (depuis 2014) Emily, princesse | Jeremiah Heaton, roi du Soudan du Nord (depuis 2014) Emily, princesse |

## Amérique
Autres tentatives :
- Principauté d'Islandia (en) (Belize, 2018)
- République de Rathnelly (en) (South Hill, Toronto (Canada), 1967)
- République de Slowjamastan (en) (Comté d'Imperial, Californie, frontière États-Unis et Mexique)
- Nova Roma (Maine (États-Unis), 1998)

### Antigua-et-Barbuda
| Titre officiel     | Drapeau | Fondation - Extinction | Description | Fondateur             | Actuel ou dernier leader                                       |
| ------------------ | ------- | ---------------------- | --- | --------------------- | -------------------------------------------------------------- |
| Royaume de Redonda |         | Depuis 1880            | En 1880, un citoyen de Montserrat est autorisé par le gouvernement britannique à réclamer le titre de roi de Redonda, tant qu'il n'incitait aucune révolte contre l'autorité coloniale. Le royaume est dissous en 1967 avec la mort de son second roi. Elle devient alors une micronation littéraire et sa royauté se transmet dans la sphère des lettres pour perpétuer l’héritage littéraire de ses rois. | Felipe Ier, fondateur | Trône vacant et disputé depuis la mort de Javier Ier 1997-2022 |

### Brésil
| Titre officiel          | Drapeau | Fondation - Extinction | Description | Fondateur                                           | Actuel ou dernier leader                            |
| ----------------------- | ------- | ---------------------- | --- | --------------------------------------------------- | --------------------------------------------------- |
| Principauté de Trinidad |         | 1893-1895              | Micronation, créée par James Harden-Hickey, qui prend le nom de prince James Ier. Elle est tolérée par les Britanniques dans l'archipel de Trindade et Martin Vaz, entre les périodes de souveraineté du Portugal et du Brésil. | Prince James Ier (James Harden-Hickey)) (1893-1895) | Prince James Ier (James Harden-Hickey)) (1893-1895) |

### France (pour le continent Amérique)
| Titre officiel                           | Drapeau | Fondation - Extinction | Description | Fondateur                                                                  | Actuel ou dernier leader                                                   |
| ---------------------------------------- | ------- | ---------------------- | --- | -------------------------------------------------------------------------- | -------------------------------------------------------------------------- |
| 1re République de la Guyane indépendante |         | 1886-1887              | Zone contestée entre la France et l'empire du Brésil, revendiquée par plusieurs aventuriers, ayant donné lieu à trois micronations successives. | Gros Ier, président de la République de la Guyane Indépendante (1886-1887) | Gros Ier, président de la République de la Guyane Indépendante (1886-1887) |
| 2e République de la Guyane indépendante  |         | 1887-1891              | Zone contestée entre la France et l'empire du Brésil, revendiquée par plusieurs aventuriers, ayant donné lieu à trois micronations successives. | Gros Ier, roi de la République de Counani (1887-1904)                      | Gros Ier, roi de la République de Counani (1887-1904)                      |
| État libre de Counani                    |         | 1892-1911              | Zone contestée entre la France et l'empire du Brésil, revendiquée par plusieurs aventuriers, ayant donné lieu à trois micronations successives. | Uayana Assu Adolphe, duc de Brezet et de Beaufort (1892-1911)              | Uayana Assu Adolphe, duc de Brezet et de Beaufort (1892-1911)              |

### Canada
| Titre officiel                   | Drapeau                | Fondation - Extinction | Description | Fondateur                                           | Actuel ou dernier leader                            |
| -------------------------------- | ---------------------- | ---------------------- | --- | --------------------------------------------------- | --------------------------------------------------- |
| Aerican empire (Empire aéricain) |                        | Depuis 1987            | Micronation ironique et excentrique fondée par le Canadien Éric Lis quand il était enfant, et maintenue depuis. L'Empire aéricain se réclame de divers territoires terrestres et interplanétaires. | Eric Lis, empereur aéricain (depuis 1987)           | Eric Lis, empereur aéricain (depuis 1987)           |
| Principauté de Bérémagne         |                        | Depuis 2018            | Micronation franco-québécoise pacifiste, sans prétentions à l'indépendance et tournée vers l'écologie.                                                                                             | Emanuel, prince de Bérémagne (depuis 2018)          | Emanuel, prince de Bérémagne (depuis 2018)          |
| République de Saint-Castin       | Pas d'image disponible | Depuis 2014            | Saint-Castin prétend grouper les peuples indigènes laurentiens et les peuples de langue iroquoise avec les descendants européens et métis.                                                         | Dominic Desaintes, ministre-président (depuis 2014) | Dominic Desaintes, ministre-président (depuis 2014) |
| Royaume de L'Anse Saint-Jean     |                        | 1997-2000              | Micronation créée au départ pour faire la promotion de cette ville du Québec, le royaume perdure pendant trois ans. Le roi Denys Ier abdique en janvier 2000.                                      | Denys Ier (Denys Tremblay) (1997-2000)              | Denys Ier (Denys Tremblay) (1997-2000)              |
| Principauté d'Outer Baldonia     |                        | 1949-1973              | Un îlot, en Nouvelle-Écosse. | Russell Arundel (1949-1973)                         | Russell Arundel (1949-1973)                         |
| Vikesland                        |                        | 2005-2018              | Micronation située à Manitoba, au Canada, fondée pour les besoins d'un documentaire TV sur les micronations. Elle revendique deux propriétés situées à Brandon et est dissoute en avril 2018.      | Christopher Ier (Christopher Beyette) (2005-2018)   | Christopher Ier (Christopher Beyette) (2005-2018)   |

### Chili
| Titre officiel                      | Drapeau | Fondation - Extinction | Description | Fondateur                                           | Actuel ou dernier leader                                                      |
| ----------------------------------- | ------- | ---------------------- | --- | --------------------------------------------------- | ----------------------------------------------------------------------------- |
| Royaume d'Araucanie et de Patagonie |         | Depuis 1860            | Le 17 novembre 1860, le Français Antoine de Tounens (1825-1878) est proclamé roi d'Araucanie et de Patagonie lors d'une assemblée mapuche. Depuis la "dynastie" perdure et il y a toujours un roi titulaire d'Araucanie et de Patagonie. | Orélie-Antoine Ier (Antoine de Tounens) (1860-1878) | Frédéric Ier (Frédéric Luz), prince d'Araucanie et de Patagonie (depuis 2018) |
| République glaciaire                | Drapeau | Depuis 2014            | Créée par Greenpeace au Chili, profitant d'un vide juridique, l’État chilien ne reconnaissant pas sa souveraineté sur ses propres glaciers.                                                                                              | Greenpeace (depuis 2014)                            | Greenpeace (depuis 2014)                                                      |

### États-Unis
| Titre officiel                                   | Drapeau                              | Fondation - Extinction                                  | Description | Fondateur                                                    | Actuel ou dernier leader                                                         |
| ------------------------------------------------ | ------------------------------------ | ------------------------------------------------------- | --- | ------------------------------------------------------------ | -------------------------------------------------------------------------------- |
| République de Conch                              | Drapeau                              | Depuis 1982                                             | Un groupe réclamant son indépendance ironique des États-Unis en protestation à un blocus établi par la patrouille des frontières américaines à l'extrémité sud-ouest de l'archipel des Keys en Floride. | Dennis Wardlow (en), Premier ministre (depuis 1982)          | Dennis Wardlow (en), Premier ministre (depuis 1982)                              |
| République de Kinney (en)                        | Pas d'image disponible               | Depuis 1977                                             | | Mary Anderson, maire de Kinney (1977-?)                      | Michael H. Dahl, maire de Kinney (depuis ?)                                      |
| République Lakota                                |                                      | Depuis 2007                                             | Micronation constituée de personnes se réclamant des Lakota-Oglala, un peuple Amérindien et englobe une partie du Nebraska, du Dakota du Sud, du Dakota du Nord, du Montana et du Wyoming. | Russell Means, président (2007-2012)                         | Phyllis Young, vice-président (depuis 2007)                                      |
| République de Molossia                           | Drapeau de la république de Molossia | Depuis 1999                                             | Fondée par Kevin Baugh, occupant sa ferme au Nevada, décrite comme une « République bananière autoritaire ». Molossia a des relations informelles avec des nations reconnues. Ainsi, Molossia est parmi les premiers états à reconnaître le Kosovo, qui l'a également reconnue en retour. C'est l'une des micronations les plus actives sur la scène internationale et à l'origine des premiers sommets internationaux regroupant, aujourd'hui, des micronations du monde entier (MicroCon). | Kevin Baugh, président (depuis 2010)                         | Kevin Baugh, président (depuis 2010)                                             |
| Royaume de North Dumpling                        | Pas d'image disponible               | Depuis 1988                                             | Micronation fondée par Dean Kamen sur une île du détroit de Fishers Island. | Dean Kamen, Lord Dumpling (depuis 1988)                      | Dean Kamen, Lord Dumpling (depuis 1988)                                          |
| Royaume de Talossa                               |                                      | Depuis 1979                                             | Micronation fondée par Robert Madison, à Milwaukee dans le Wisconsin qui déclare sa chambre comme indépendante. Le royaume s'agrandit peu à peu en « annexant » des territoires vides ou abandonnés à travers toute la planète, telle une partie de l'Antarctique. | Roi Robert Ier (Robert Madison) (1979-1987)                  | Roi John Ier (John W. Woolley) (depuis 2007)                                     |
| Nation Washitaw                                  |                                      | Première apparition en 1845, officiellement depuis 1980 | Un groupe d'Afro-Américains se réclamant être une nation souveraine d'Amérindiens, à l'intérieur du territoire des États-Unis. | Impératrice Verdiacee Tiari Washitaw (1980–2014)             | Wendy Farica Washitaw (depuis 2014)                                              |
| RuSA (République pour les États-Unis d'Amérique) | Pas d'image disponible               | Depuis 2010                                             | Micronation souverainiste américaine, dont les membres considèrent qu'ils assurent par intérim la vacance du pouvoir des États-Unis. | Tim Turner, président (depuis 2010)                          | Tim Turner, président (depuis 2010)                                              |
| Zaqistan (en)                                    | Pas d'image disponible               | Depuis 2005                                             | (création de l'article en cours) | Zaq Landsberg, président (depuis 2005)                       | Zaq Landsberg, président (depuis 2005)                                           |
| Dominion de Floride occidentale britannique      | Drapeau                              | 2005-2007                                               | Micronation estimant faire partie de l'Empire britannique et considère donc Élisabeth II comme leur souveraine légitime, titre qu'elle n'a jamais accepté. En 2006, des pièces de monnaie sont mises en vente et toute activité du dominion cesse par la suite. | Robert VII, duc de Floride et gouverneur-général (2005-2007) | - Élisabeth II, souveraine (2005-2007) - Lord Bo, gouverneur-général (2005-2007) |

### Uruguay
| Titre officiel                        | Drapeau | Fondation - Extinction | Description | Fondateur                                          | Actuel ou dernier leader    |
| ------------------------------------- | ------- | ---------------------- | --- | -------------------------------------------------- | --------------------------- |
| République de Parva Domus Magna Quies |         | Depuis 1878            | Créée en tant qu'association citoyenne, culturelle et récréative. Son territoire se compose d'un Palais présidentiel, une ancienne résidence néoclassique du XIXe siècle, entourée de jardins et de statues. Sa notoriété est telle que Parva Domus servira de zone neutre pendant les négociations de la Guerre du papier. | José Achinelli, fondateur et président (1878-1880) | Bartolomé Grillo, président |

## Asie
Autres particularités à intégrer au tableau :
- République de Naminara (en) (Namiseom (Chuncheon, Corée du Sud), 2006)

### Philippines
Les Îles Spratleys sont le cœur d'une longue bataille juridique et militaire entre les Philippines, la Chine, la Malaisie et le Vietnam. En 2020, la situation est toujours aussi compliquée et cet archipel reste un cas unique, puisque certaines de ces îles ne sont réclamées par personne.
Depuis la fin du XIXe siècle, plusieurs micronations y ont vu le jour (Morac-Songhrati-Meads). Une seule perdure encore.
| Titre officiel             | Drapeau | Fondation - Extinction | Description | Fondateur                                            | Actuel ou dernier leader                                                         |
| -------------------------- | ------- | ---------------------- | --- | ---------------------------------------------------- | -------------------------------------------------------------------------------- |
| Royaume de Colonia St John | Drapeau | Depuis 1956            | L'unique micronation encore active parmi les quatre créées dans les Îles Spratleys. | Tomás Cloma Sr, fondateur (1956-1974)                | John Ier, roi de Colonia St John et prince de Mariveles et Amboyna (depuis 1974) |
| Freedomland et Koneuwe     |         | 1970-1974              | Une micronation mise en place par un escroc français. | Comte Othmar di Schmieder Rocca Forozata (1970-1974) | Comte Othmar di Schmieder Rocca Forozata (1970-1974)                             |
| Kingdom of Humanity        |         | 1914-1963              | Micronation rivale de Morac-Songhrati-Meads. Les deux factions rivales occupent les îles jusqu'à la Seconde Guerre mondiale, lorsqu'elles sont chassées par les troupes japonaises. Quelques tentatives de relancer la micronation ont lieu dans les années 1960 sans le moindre succès. | Franklin M. Meads, fondateur (1914-1945)             | Morton F. Meads, (1945-1963)                                                     |
| Morac-Songhrati-Meads      |         | 1877-1969              | Micronation prétendant occuper les îles Spratleys. Le territoire est actuellement sous la commande militaire « de fait » de la Chine et également revendiqué par la Malaisie, les Philippines, Taïwan, et le Vietnam, depuis la découverte de pétrole en 1968.                           | King James (James George Meads) (1878-1888)          | King Morton (Meads) et un gouvernement en exil en Australie (depuis 1972)        |

### Viêt Nam
| Titre officiel      | Drapeau | Fondation - Extinction | Description | Fondateur                              | Actuel ou dernier leader               |
| ------------------- | ------- | ---------------------- | --- | -------------------------------------- | -------------------------------------- |
| Royaume des Sedangs |         | 1888-1889              | Nation créée par l’aventurier français Marie-Charles David de Mayrena en 1888 dans l’arrière-pays de l’Annam, en Indochine française. La France ne reconnait pas le royaume, qui disparaît en 1889. | Marie Ier, roi des Sedangs (1888-1889) | Marie Ier, roi des Sedangs (1888-1889) |

## Europe
Autres particularités à intégrer :
- Principauté de Laàs en Béarn (France, 2014)
- Principauté de Filettino (Italie, 2011)
- République de Vevčani (en) (Macédoine du Nord, 1991 et 2000)

### Allemagne
| Titre officiel                    | Drapeau | Fondation - Extinction | Description | Fondateur                                         | Actuel ou dernier leader                          |
| --------------------------------- | ------- | ---------------------- | --- | ------------------------------------------------- | ------------------------------------------------- |
| Royaume d'Allemagne               |         | 2012-2025              | Micronation issue du mouvement des citoyens du Reich, consistant en plusieurs propriétés réparties à travers l'Allemagne. | Peter Fitzek                                      | Peter Fitzek                                      |
| État libre du Goulot              | Timbre  | 1919-1923              | Micronation indépendante en Allemagne au début de la République de Weimar. | Edmund Anton Pnischck, maire de Lorch (1919-1923) | Edmund Anton Pnischck, maire de Lorch (1919-1923) |
| Rüterberg                         |         | 1989-2004              | À la chute du mur de Berlin, un village dans l'ancienne RDA s'autoproclame indépendant en signe de protestation contre sa situation d'isolement. | Hans Rasenberger (1989-2004)                      | Hans Rasenberger (1989-2004)                      |
| République libre de Schwarzenberg |         | Mai-juin 1945          | Dans une partie du territoire allemand inoccupée pendant 42 jours après la capitulation de la Wehrmacht, des comités d'action antifasciste déclarent la république. Celle-ci est dissoute fin juin 1945 par les Soviétiques. | Comité d'action antifasciste (mai-juin 1945)      | Comité d'action antifasciste (mai-juin 1945)      |
| République libre de Wendland      |         | Mai-juin 1980          | La « République libre de Wendland » est une micronation, créée en mai 1980, par un millier de militants écologistes et antinucléaires allemands dans la région de Gorleben, dans le land de Basse-Saxe. Gorleben est le lieu de stockage des déchets nucléaires choisi par le gouvernement allemand. Des passeports ont été imprimés. La zone est réinvestie par des milliers de policiers, quelques semaines plus tard. | Auto-gestion (1980)                               | Auto-gestion (1980)                               |

### Autriche
| Titre officiel | Drapeau                | Fondation - Extinction | Description | Fondateur                   | Actuel ou dernier leader         |
| -------------- | ---------------------- | ---------------------- | --- | --------------------------- | -------------------------------- |
| Kugelmugel     | Pas d'image disponible | Depuis 1984            | Maison en forme de ballon, construite par l'artiste Edwin Lipburger, située dans le Prater de Vienne et "indépendante" (mais gérée par la ville depuis 2015.) | Edwin Lipburger (1984-2015) | La ville de Vienne (depuis 2015) |

### Bosnie-Herzégovine
| Titre officiel                   | Drapeau | Fondation - Extinction | Description | Fondateur                | Actuel ou dernier leader    |
| -------------------------------- | ------- | ---------------------- | --- | ------------------------ | --------------------------- |
| Hajdučka Republika Mijata Tomića |         | Depuis 2002            | Micronation protestataire née dans les monts Vran, dans le parc naturel Blidinje en Bosnie-Herzégovine, à la suite de l'inefficacité des structures nationales dans la résolution de problèmes d'alimentation électrique. | Vinko Vukoja (2002-2009) | Marija Vukoja (depuis 2009) |

### Territoire non revendiqués du Danube
| Titre officiel             | Drapeau              | Fondation - Extinction | Description | Fondateur                                              | Actuel ou dernier leader                               |
| -------------------------- | -------------------- | ---------------------- | --- | ------------------------------------------------------ | ------------------------------------------------------ |
| Royaume d'Enclava          |                      | Depuis 2015            | Suivant le Liberland, cette micronation est déclarée sur une terra nullius située sur la rive ouest du Danube, entre la Serbie et la Croatie.                                                                                 | Enclav Ier, roi d'Enclava (depuis 2015)                | Enclav Ier, roi d'Enclava (depuis 2015)                |
| République du Liberland    | Drapeau du Liberland | Depuis 2015            | La République libre du Liberland (en tchèque Svobodná Republika Liberland), est proclamée en 2015 sur une terra nullius située sur la rive ouest du Danube, entre la Serbie et la Croatie.                                    | Vít Jedlička, président de la République (depuis 2015) | Vít Jedlička, président de la République (depuis 2015) |
| Principauté d'Ongal        |                      | Depuis 2015            | Suivant le Liberland et Enclava, micronation, « écologique » et « chrétienne », proclamée sur trois autres terra nullius situées sur la rive ouest du Danube, entre la Serbie et la Croatie.                                  | Milomir Ier (depuis 2015)                              | Milomir Ier (depuis 2015)                              |
| République libre du Verdis |                      | Depuis 2019            | Micronation proclamée sur un territoire situé sur la rive ouest du Danube, à la frontière entre la Croatie et la Serbie, et revendiquant une petite parcelle de terre, au bord du Danube, appelée Poche 3, près du Liberland. | Daniel Jackson, (depuis 2019)                          | Daniel Jackson, (depuis 2019)                          |

### Danemark
| Titre officiel             | Drapeau                | Fondation - Extinction | Description | Fondateur                                       | Actuel ou dernier leader                        |
| -------------------------- | ---------------------- | ---------------------- | --- | ----------------------------------------------- | ----------------------------------------------- |
| Royaume d'Elleore          | Drapeau                | Depuis 1944            | Micronation ironique, fondée par un groupe de maîtres d'école comme une colonie de vacances sur l'île d'Elleore, au Danemark.                                                                                   | Erik Ier (1944-1949)                            | Leo III (depuis 2003)                           |
| Ville libre de Christiania | Drapeau de Christiania | 1971-2013              | Quartier de Copenhague au Danemark, autoproclamé « Ville libre de Christiania », fonctionnant en communauté intentionnelle autogérée, fondée en septembre 1971 par un groupe de squatters, chômeurs et hippies. | Communauté intentionnelle autogérée (1971-2013) | Communauté intentionnelle autogérée (1971-2013) |

### France (pour le continent Europe)
| Titre officiel               | Drapeau                                  | Fondation - Extinction | Description | Fondateur | Actuel ou dernier leader                                                                                            |
| ---------------------------- | ---------------------------------------- | ---------------------- | --- | --- | --- |
| Principauté d'Aigues-Mortes  |                                          | Depuis 2011            | Micronation française « ludique, solidaire et entreprenante » dans le Gard. À l'origine, micronation parodique, elle est depuis très active dans les organismes internationaux liés aux micronations.                                   | Jean-Pierre IV, prince d'Aigues-Mortes (depuis 2011)                                                                | Jean-Pierre IV, prince d'Aigues-Mortes (depuis 2011)                                                                |
| Empire d'Angyalistan         |                                          | Depuis 2000            | Micronation qui réclame la ligne d'horizon comme territoire. Très active dans les organismes internationaux liés aux micronations. | - Olivier, empereur d'Angyalistan (depuis 2000) - Clotilde, impératrice d'Angyalistan (depuis 2000)                 | - Olivier, empereur d'Angyalistan (depuis 2000) - Clotilde, impératrice d'Angyalistan (depuis 2000)                 |
| Principauté d'Arbézie        |                                          | Depuis 1958            | Hôtel à cheval sur la frontière franco-suisse. Le lieu joua un rôle historique pendant la Seconde guerre mondiale et lors des négociations pour mettre fin à la guerre d'Algérie. Déclaré « Principauté » par son propriétaire en 1958. | Max Ier, prince d'Arbézie (1958-1992)                                                                               | Alexandre Ier, prince d'Arbézie (depuis 1992)                                                                       |
| Empire de la Basse Chesnaie  | Drapeau de l'Empire de la Basse Chesnaie | Depuis 1996            | Micronation créée en sa demeure bretonne le 2 décembre 1996 par Frank Samson. | Frank-Marc Ier, empereur de la Basse Chesnaie (depuis 1996)                                                         | Frank-Marc Ier, empereur de la Basse Chesnaie (depuis 1996)                                                         |
| République du Frioul         |                                          | Depuis 2012            | L'objectif de cette micronation est de favoriser l'investissement culturel et artistique sur les îles du Frioul avec à long terme l'autonomie ou des envies d’autodétermination.                                                        | Aucun leader connu                                                                                                  | Aucun leader connu                                                                                                  |
| Principauté d'Hélianthis     | Pas d'image disponible                   | Depuis 2013            | Micronation en hommage à la principauté seigneuriale de Blaye et son prince troubadour Jaufré Rudel. | Vincent, prince d'Hélianthis (depuis 2013)                                                                          | Vincent, prince d'Hélianthis (depuis 2013)                                                                          |
| République du Jaïlavera      |                                          | Depuis 2017            | L'objectif de cette micronation est de valoriser la culture et le patrimoine des pourtours de l'Etang de Berre | Léopold DEUFF, président de la République (depuis 2017)                                                             | Léopold DEUFF, président de la République (depuis 2017)                                                             |
| Royaume de l’île d'Or        |                                          | 1910-1925              | Royaume fantaisiste fondé par le propriétaire de l'île Auguste Lutaud. Sa devise est : النَّجَات فِي الصَّدْق (elnajât_ fî elSadq_) « Le salut est dans la sincérité ».                                                                        | Auguste Ier Augustus Primus Insulae Aureæ Proprio Motu Rex (Auguste Premier de sa propre volonté roi de l'île d'Or) | Auguste Ier Augustus Primus Insulae Aureæ Proprio Motu Rex (Auguste Premier de sa propre volonté roi de l'île d'Or) |
| République de Montmartre     | Drapeau de la République de Montmartre   | Depuis 1921            | République fantaisiste fondée dans ce célèbre quartier de Paris par Poulbot, Forain, Neumont et Willette. Son hymne est "Monte là-d’ssus... tu verras Montmartre !" (paroles de Lucien Boyer, musique de Borel-Clerc).                  | Adolphe Léon Willette, président (1921-1923)                                                                        | Alain Coquard, président (depuis 2012)                                                                              |
| République libre du Saugeais |                                          | Depuis 1947            | Micronation de 128 km2, située dans le Doubs, en France. | Georges Pourchet, fondateur et président (1947-1968)                                                                | Simon Marguet, (ex premier ministre) président à vie (depuis 2022)                                                  |
| République libre du Frioul   | Pas d'image disponible                   | 1997-2012              | Jean-Claude Mayo, propriétaire du fort de Brigantin, et quelques amis décident de fonder la République libre du Frioul, une galéjade sous forme de micronation, car « dans notre société, on n'a jamais le droit de faire le con ».     | - Egrégore le Virtuel, président (1997-2012) - Jean-Claude Mayo, ministre convoyeur du verbe (1997-2012)            | - Egrégore le Virtuel, président (1997-2012) - Jean-Claude Mayo, ministre convoyeur du verbe (1997-2012)            |
| République de Saint-Malo     |                                          | 1590-1594              | Les Malouins refusent de reconnaître Henri IV et déclarent la république en 1590. Saint-Malo revient dans la couronne de France après que le roi abjure le protestantisme.                                                              | | |
| Royaume de Basoche           |                                          | 18 novembre 1966-?     | le royaume a été créé par des étudiants en droit de Poitiers avec pour roi Philippe II[réf. nécessaire]. | Philippe II (1966-1967)                                                                                             | Benjamin I(2008-?)                                                                                                  |

### Grèce
| Titre officiel      | Drapeau  | Fondation - Extinction | Description | Fondateur                          | Actuel ou dernier leader           |
| ------------------- | -------- | ---------------------- | --- | ---------------------------------- | ---------------------------------- |
| État libre d'Icarie | border=1 | Juillet-novembre 1912  | L'île d'Icarie proclame unilatéralement son indépendance de l'Empire ottoman. Quelques mois plus tard, la micronation est finalement annexée par la Grèce. | Ioannis Malahias, président (1912) | Ioannis Malahias, président (1912) |

### Italie
| Titre officiel                                                       | Drapeau  | Fondation - Extinction  | Description | Fondateur                                        | Actuel ou dernier leader                            |
| -------------------------------------------------------------------- | -------- | ----------------------- | --- | ------------------------------------------------ | --------------------------------------------------- |
| Principauté de Seborga                                               |          | 954-1746 et depuis 1963 | Principauté ecclésiastique de 954 à 1746, Seborga conteste son annexion par l'État italien moderne et proclame à nouveau son indépendance en 1963. | Prince Giorgio Ier (Giorgio Carbone) (1963-2009) | Princesse Nina Ire (Nina Menegatto) (depuis 2019)   |
| République de l'Île de la Rose (Respubliko de la Insulo de la Rozoj) |          | Mai-juillet 1968        | Tentative de créer un État souverain sur une plate-forme dans les eaux internationales près de Rimini. L'aventure tourne court quand l'armée italienne débarque, évacue les occupants et détruit l'Île à coup d'explosifs. | Giorgio Rosa, fondateur et président (1968)      | Giorgio Rosa, fondateur et président (1968)         |
| Royaume de Tavolara                                                  | border=1 | 1836-1934               | Tavolara est une île située au nord-est de la Sardaigne en Italie. En 1836, le roi Charles-Albert de Sardaigne l'aurait offerte à Giuseppe Bertoleoni, le faisant roi. Le royaume est toléré pendant près d'un siècle, mais à la mort de la régente, en 1934, l'Italie se déclare héritière du royaume de la micronation, destituant ainsi Paolo II. | Roi Paolo Ier (Giuseppe Bertoleoni) (1836-1886)  | (La famille royale v.1890) Roi Paolo II (1928-1934) |

### Lituanie
| Titre officiel        | Drapeau | Fondation - Extinction | Description | Fondateur                                           | Actuel ou dernier leader                            |
| --------------------- | ------- | ---------------------- | --- | --------------------------------------------------- | --------------------------------------------------- |
| République d'Uzupis   |         | Depuis 1997            | La micronation d'Užupis est un quartier de Vilnius, situé dans la vieille ville. En 1997, les résidents du secteur déclarent la « République d'Užupis », avec ses propres drapeau, devise, président, et constitution. | Romas Lileikis, président à vie (depuis 1997)       | Romas Lileikis, président à vie (depuis 1997)       |
| République de Paulava |         | 1769-1795              | La République de Paulava est une petite communauté paysanne autonome fondée en 1769 par le prêtre catholique Povilas Ksaveras Bžostovskis (lt).                                                                        | Povilas Ksaveras Bžostovskis, président (1769-1795) | Povilas Ksaveras Bžostovskis, président (1769-1795) |
| République de Perloja |         | 1918-1923              | Établie au lendemain de la Première Guerre mondiale, la République de Perloja en Lituanie eut sa propre cour, police, prison, devise (Perloja litas), et une armée de 300 hommes.                                      | Jonas Česnulevičius (1918 à 1923)                   | Jonas Česnulevičius (1918 à 1923)                   |

### Portugal
| Titre officiel          | Drapeau | Fondation - Extinction | Description | Fondateur                                              | Actuel ou dernier leader                               |
| ----------------------- | ------- | ---------------------- | --- | ------------------------------------------------------ | ------------------------------------------------------ |
| Principauté de Pontinha |         | Depuis 2007            | Situé sur un îlot rocheux au large de la ville de Funchal, le site a été vendu, terrain et souveraineté, en 1903. Son propriétaire actuel décide en 2007 de faire valoir ses droits d'État indépendant. | Dom Renato Ier Le Juste, roi de Pontinha (depuis 2007) | Dom Renato Ier Le Juste, roi de Pontinha (depuis 2007) |

### Royaume-Uni
| Titre officiel             | Drapeau                | Fondation - Extinction | Description | Fondateur                                                                      | Actuel ou dernier leader                                                       |
| -------------------------- | ---------------------- | ---------------------- | --- | ------------------------------------------------------------------------------ | ------------------------------------------------------------------------------ |
| Empire d'Austenasia        | Drapeau d'Austenasia   | Depuis 2008            | Monarchie constitutionnelle composée de propriétés privées qui se sont déclarées indépendantes, au sud de Londres ainsi qu'en Écosse, États-Unis, Australie, Brésil, Argentine, Inde, Algérie, Tchéquie, Canada, Grèce, Pays-Bas, Slovaquie, Turquie et France...                             | Jonathan Ier (Jonathan Austen) (depuis 2008)                                   | Jonathan Ier (Jonathan Austen) (depuis 2008)                                   |
| Forvik                     | Drapeau                | Depuis 2008            | En 2008, Stuart Hill proclame l'indépendance de l'île de Forewick Holm et la renomme Forvik. Selon lui, les Shetland n'ont jamais fait partie de l'Écosse et donc ne font pas partie du Royaume-Uni.                                                                                          | Stuart "Captain Calamity" Hill (en), souverain des Shetlands (depuis 2008)     | Stuart "Captain Calamity" Hill (en), souverain des Shetlands (depuis 2008)     |
| Grand-Duché des îles Lagoa | Drapeau                | Depuis 2005            | Création de l'autoproclamé grand-duc Louis qui considère que trois petites îles situées dans un étang de Portsmouth ne sont pas la possession du conseil local et sont donc déclarées indépendantes.                                                                                          | Louis, grand-duc des Îles Lagoa (Louis Robert Harold Stephenson) (depuis 2005) | Louis, grand-duc des Îles Lagoa (Louis Robert Harold Stephenson) (depuis 2005) |
| Principauté de Sealand     |                        | Depuis 1967            | Plate-forme militaire de la Seconde Guerre mondiale dans les eaux internationales au large de l'Angleterre occupée et puis déclarée État indépendant par Paddy Roy Bates. | Prince Paddy Roy Bates (1967-2012)                                             | Prince Michael Bates (depuis 2012)                                             |
| Frestonia                  | Pas d'image disponible | 1977-2000              | Le quartier autour de Freston Road, dans l’ouest de Londres, fait « sécession » du Royaume-Uni. Des artistes s'emparent alors des lieux. Les promoteurs immobiliers viennent finalement à bout de l'idée Frestonia.                                                                           | Communauté autogérée (1971-2000)                                               | Communauté autogérée (1971-2000)                                               |
| Borough libre de Llanrwst  | Drapeau du Llanrwst    | 1276-1947              | Ville au nord du pays de Galles, déclarée « ville libre » par un prince gallois. L'histoire s'arrête en 1947, après le refus de l'ONU d'accepter le dossier d'indépendance du "bourg". | Llywelyn le Dernier (1276-1282)                                                | Conseil municipal de Llanrwst                                                  |
| Lundy                      |                        | 1925-1969              | Île de la côte ouest de l'Angleterre, qui eu, de 1100 à 1200, a eu un statut de semi-indépendance. De 1925 à 1969, son propriétaire se déclare roi et frappe monnaie sans jamais déclarer l'indépendance formelle.                                                                            | Martin C. Harman roi (1925-1954)                                               | Albion Harman (1954-1969)                                                      |
| Waveland                   |                        | Juin-juillet 1997      | Le 10 juin 1997, Greenpeace occupe l'île de Rockall, en action de protestation contre les actions de recherche pétrolière organisées sous autorité britannique. Le 15 juin, l'île est proclamée indépendante sous le nom d'« État global du Waveland ». L'occupation durera 42 jours en tout. | Greenpeace (1997)                                                              | Greenpeace (1997)                                                              |

### Suède
| Titre officiel               | Drapeau                                           | Fondation - Extinction | Description | Fondateur                                                                          | Actuel ou dernier leader                                                                                    |
| ---------------------------- | ------------------------------------------------- | ---------------------- | --- | ---------------------------------------------------------------------------------- | --- |
| République du Jämtland       | Drapeau non officiel de la république du Jämtland | Depuis 1963            | Province suédoise, appartenant anciennement à la Norvège | Yngve Gamlin (1963–1983)                                                           | Ewert Ljusberg (en) (depuis 1989)                                                                           |
| République Royale de Ladonia | Drapeau de Ladonia                                | Depuis 1980            | Créée par l'artiste suédois Lars Vilks pour héberger ses sculptures dans la réserve naturelle de Kullaberg au nord-ouest de Skåne. Le royaume est géré par une reine, couronnée à vie, et un président, élu pour trois ans. Aux élections de 2016, aucun candidat n'ayant eu la majorité des votes, ce sont les chaussures du précédent président qui sont élues. | Lars Vilks fondateur (1980), chancelier (1996–1997), secrétaire d'État (2011-2021) | - Carolyn Ire reine de Ladonia (depuis 2011) - Les vielles chaussures du président, président (depuis 2016) |

### Tchéquie
| Titre officiel      | Drapeau | Fondation - Extinction | Description | Fondateur                                          | Actuel ou dernier leader                           |
| ------------------- | ------- | ---------------------- | --- | -------------------------------------------------- | -------------------------------------------------- |
| Other World Kingdom |         | Depuis 1996            | Monarchie absolue matriarcale, à thème BDSM, dans laquelle les lois des femmes prévalent sur les droits des hommes. | Reine Patricia Ire, monarque absolue (depuis 1997) | Reine Patricia Ire, monarque absolue (depuis 1997) |
| Valaquie            |         | Depuis 1997            | Micronation en Tchéquie, nommé d'après la région de Valaquie morave.                                                | Boleslav Ier, le gracieux (1997-2001)              | Vladimir II (Vladimír Zháněl) (depuis 2001)        |

## Proche-Orient

### Israël
| Titre officiel | Drapeau | Fondation - Extinction | Description | Fondateur             | Actuel ou dernier leader |
| -------------- | ------- | ---------------------- | --- | --------------------- | ------------------------ |
| Akhzivland     |         | Depuis 1970            | Fondé par Eli Avivi en réponse au gouvernement israélien qui a envoyé deux bulldozers pour démolir sa maison déclarée illégale. En raison d'un procès mené contre Avivi par l'État d'Israël (qui a été plus tard rejeté par le juge entendant le cas), le statut juridique de micronation est demeuré ambigu. | Eli Avivi (1970-2018) | Rina Avivi (depuis 2018) |

## Océanie
Une quarantaine de micronations se sont développés en Nouvelle-Zélande et Australie au cours des trois dernières décennies du XXe siècle.

### Australie
| Titre officiel                                      | Drapeau                | Fondation - Extinction | Description | Fondateur                                                        | Actuel ou dernier leader                                         |
| --------------------------------------------------- | ---------------------- | ---------------------- | --- | ---------------------------------------------------------------- | ---------------------------------------------------------------- |
| Atlantium                                           | Drapeau d'Atlantium    | Depuis 1981            | Fondée, au sud-ouest de Sydney, par George Francis Cruickshank. | George II (George Cruickshank) (depuis 1981)                     | George II (George Cruickshank) (depuis 1981)                     |
| Avram                                               | Pas d'image disponible | Depuis 1979            | Fondé par un excentrique « duc » auto-proclamé, qui fut par la suite élu au parlement de Tasmanie. | John Charlton Rudge, grand-duc (depuis 1979)                     | John Charlton Rudge, grand-duc (depuis 1979)                     |
| République Murrawarri                               |                        | Depuis 2013            | Territoire revendiqué par le peuple Murawari (en), une nation aborigène, comme étant leur patrie traditionnelle. Après avoir demandé en vain des documents prouvant que la Couronne britannique avait obtenu le territoire par un traité, un achat ou une guerre, l'indépendance de Murrawarri est déclarée en 2013. | Le Conseil d'État provisoire (depuis 2013)                       | Fred Hooper président du Conseil d'État provisoire (depuis 2013) |
| Principauté de Wy                                   |                        | Depuis 2004            | Fondée à la suite d'un différend avec le conseil municipal de Mosman, à Sydney en Australie, à propos de la construction d'une voie privée dans sa propriété. | Prince Paul de Wy (en) (depuis 2004)                             | Prince Paul de Wy (en) (depuis 2004)                             |
| Aeterna Lucina                                      |                        | 1978-1994              | Fondée par un baron autoproclamé réclamant des propriétés en Nouvelle-Galles du Sud comme son territoire. L'aventure se termine en 1994 avec le décès de son leader. | Baron Neuman, (Paul Robert Neuman), seigneur suprême (1978-1994) | Baron Neuman, (Paul Robert Neuman), seigneur suprême (1978-1994) |
| Province de Bumbunga                                |                        | 1976 à 1999            | Fondée par Alex Brackstone, dans sa ferme à Bumbunga, village au nord-est d'Adélaïde. Fervent monarchiste, il craignait que l'Australie devienne une république. | Alex Brackstone, gouverneur-général (1976-1999)                  | Alex Brackstone, gouverneur-général (1976-1999)                  |
| Royaume gay et lesbien des Îles de la mer de Corail | Drapeau                | 2004-2017              | Le royaume gay et lesbien des Îles de la mer de Corail est créé par un groupe d'activistes de droits des homosexuels. Le royaume est dissous le 17 novembre 2017, après que le mariage homosexuel a été légalisé en Australie.                                                                                       | Empereur Dale (Dale Anderson) (2004-2017)                        | Empereur Dale (Dale Anderson) (2004-2017)                        |
| Principauté de Hutt River                           |                        | 1970-2020              | Grande zone agricole fait sécession du Commonwealth et se déclare nation souveraine. | Leonard Ier (Leonard Casley) (1970-2017)                         | Graeme Ier (Graeme Casley) (2017-2020)                           |
| Principauté de Marlborough                          |                        | 1993-2004              | Le fondateur déclara sa ferme comme pays indépendant, afin d'éviter son expropriation. Il est néanmoins expulsé moins d'une semaine plus tard par la police. Il abandonne toute velléité d'indépendance en 2004. | Prince George (George Muirhead) (1993-2004)                      | Prince George (George Muirhead) (1993-2004)                      |

- Sovereign Yidindji Government (en) (2014)

### Îles Marshall
| Titre officiel          | Drapeau                       | Fondation - Extinction | Description | Fondateur                                    | Actuel ou dernier leader                       |
| ----------------------- | ----------------------------- | ---------------------- | --- | -------------------------------------------- | ---------------------------------------------- |
| Dominion du Melchizedek |                               | Depuis 1986            | Micronation connue pour faciliter la fraude bancaire, se réclamant d'un atoll dans les Îles Marshall.                                                                       | Mark Pedley (Premier ministre) (1990 - 1991) | David Williams, Premier ministre (depuis 2012) |
| EnenKio                 | Drapeau séparatiste d'EnenKio | 1994-2011              | Cette micronation, revendiquant l'atoll de Wake dans les îles Marshall, est considérée comme une escroquerie destinée à vendre des passeports et des papiers diplomatiques. | roi Murjel Hermios (1994-1998)               | roi Remios Hermios (1998-2011)                 |

### Nouvelle-Zélande
| Titre officiel | Drapeau | Fondation - Extinction | Description | Fondateur                       | Actuel ou dernier leader        |
| -------------- | ------- | ---------------------- | --- | ------------------------------- | ------------------------------- |
| Whangamomona   |         | Depuis 1989            | Micronation de bouche-à-oreille, créée pour booster le tourisme, basée dans la ville rurale du même nom en Nouvelle-Zélande. | Ian Kjestrup (1989–1999)        | John Herlihy (depuis 2017)      |
| Aramoana       |         | 1980-1981              | Aramoana est une petite communauté de la Nouvelle-Zélande qui se déclare indépendante pour protester contre une fonderie d'aluminium établie sur un territoire voisin. La communauté gagne tous ses procès et réintègre officiellement la Nouvelle-Zélande en 1981. | sans leader déclaré (1980-1981) | sans leader déclaré (1980-1981) |

### Tonga
| Titre officiel        | Drapeau | Fondation - Extinction | Description | Fondateur                   | Actuel ou dernier leader    |
| --------------------- | ------- | ---------------------- | --- | --------------------------- | --------------------------- |
| République de Minerva |         | 1972-1973              | Tentative de construire une île artificielle et de former un nouveau pays libertaire. La nouvelle terre est située sur le récif de Minerva, au sud des Fidji, mais l'île est saisie et annexée par les Tonga peu après. | Morris C. Davis (1972-1973) | Morris C. Davis (1972-1973) |

### Vanuatu
| Titre officiel | Drapeau | Fondation - Extinction | Description | Fondateur                      | Actuel ou dernier leader       |
| -------------- | ------- | ---------------------- | --- | ------------------------------ | ------------------------------ |
| Vemarana       |         | Mai-août 1980          | État indépendant formé sur l'île d'Espiritu Santo, juste avant l'indépendance du Vanuatu. Une guerre éclair s'ensuit, armes à feu contre arcs et flèches. La tentative de sécession est réprimée dans la violence. | Jimmy Stevens (juin-août 1980) | Jimmy Stevens (juin-août 1980) |

## Autres
Autres tentatives à intégrer :
- Nutopia (1973)

### Antarctique
| Titre officiel             | Drapeau                | Fondation - Extinction | Description                                                                                    | Fondateur                                             | Actuel ou dernier leader                              |
| -------------------------- | ---------------------- | ---------------------- | ---------------------------------------------------------------------------------------------- | ----------------------------------------------------- | ----------------------------------------------------- |
| Grand-duché de Flandrensis | Drapeau de Flandrensis | Depuis 2008            | Micronation revendiquant certains territoires en Antarctique                                   | Grand-duc Niels Vermeersch (depuis 2008)              | Grand-duc Niels Vermeersch (depuis 2008)              |
| Grand-duché de Westarctica |                        | Depuis 2001            | Micronation réclamant une grande partie non-revendiquée de la Terre Marie Byrd en Antarctique. | Travis McHenry, grand-duc de Westartica (depuis 2001) | Travis McHenry, grand-duc de Westartica (depuis 2001) |

### Atlantique
| Titre officiel           | Drapeau | Fondation - Extinction | Description | Fondateur                    | Actuel ou dernier leader     |
| ------------------------ | ------- | ---------------------- | --- | ---------------------------- | ---------------------------- |
| Îles de Rafraîchissement |         | 1811-1812              | Un marin américain, premier habitant de l'archipel, s'autoproclame souverain des îles, avant de mourir noyé quelques mois plus tard. | Jonathan Lambert (1811-1812) | Jonathan Lambert (1811-1812) |

### Espace
| Titre officiel             | Drapeau                | Fondation - Extinction | Description | Fondateur                                                                         | Actuel ou dernier leader                                                          |
| -------------------------- | ---------------------- | ---------------------- | --- | --------------------------------------------------------------------------------- | --------------------------------------------------------------------------------- |
| Royaume spatial d'Asgardia | Pas d'image disponible | Depuis le 2016         | Asgardia est une nation basée dans l'espace extra-atmosphérique. Le concept vise à créer un nouveau cadre dans lequel les activités spatiales sont réglementées « en s'assurant que l'avenir de l'espace est pacifiste et réalisé pour le bien de l'humanité. » | Igor Ashurbeyli, « père fondateur » (2016) et « Chef de la nation » (depuis 2018) | Igor Ashurbeyli, « père fondateur » (2016) et « Chef de la nation » (depuis 2018) |
| Celestia                   | Drapeau de Celestia    | Depuis 1949            | Micronation réclamant l'espace comme son territoire. | James T. Mangan (décès 1970)                                                      | Dean Stump, Premier représentant (actuel)                                         |

### États globaux ou sans territoire
| Titre officiel                                                       | Drapeau                               | Fondation - Extinction | Description | Fondateur                                                         | Actuel ou dernier leader                                                         |
| -------------------------------------------------------------------- | ------------------------------------- | ---------------------- | --- | ----------------------------------------------------------------- | -------------------------------------------------------------------------------- |
| Royaumes d'Elgaland-Vargaland (en)                                   | Drapeau royaumes d'Elgaland-Vargaland | Depuis 1992            | Micronation globale développée comme art conceptuel par deux artistes suédois. | - Roi Michael Ier (depuis 1992) - Roi Leif Ier (en) (depuis 1992) | - Roi Michael Ier (depuis 1992) - Roi Leif Ier (en) (depuis 1992)                |
| NSK                                                                  |                                       | Depuis 1991            | Micronation globale et artistique : « un état dans le temps, état sans territoire physique et sans frontières nationales, état d'esprit » |                                                                   |                                                                                  |
| Empire Romanov                                                       |                                       | Depuis 2011            | Créé par Anton Bakov, il revendique l'héritage de 17 territoires ayant appartenu à l'empire russe ou découvertes par des Russes. En 2017, c'est vers des îles aux Kiribati que se tourne Bakov, puis vers un projet d'île artificielle au large de la Gambie. Actuellement, il cherche encore un territoire où installer son empire. | Empereur Nicolas III, (depuis 2014)                               | Empereur Nicolas III, (depuis 2014)                                              |
| Wirtland                                                             |                                       | Depuis 2008            | Micronation, d'origine bulgare, fondée sur Internet pour réunir des gens insatisfaits par leurs gouvernements. | Alexander, chancelier de Wirtland (depuis 2008 ?)                 | Alexander, chancelier de Wirtland (depuis 2008 ?)                                |
| Global Country of World Peace (Pays Mondial de la Paix dans le Monde | Pas d'image disponible                | Depuis 2000            | « Un pays sans frontières pour les personnes pacifiques de partout », créé par Maharishi Mahesh Yogi, avec pour capitale Maharishi Vedic City, Iowa. | Maharishi Mahesh Yogi, fondateur (décédé en 2008)                 | Tony Nader (en), « Maharaja Adhiraj Rajaraam » (Premier souverain) (depuis 2000) |